# Omri

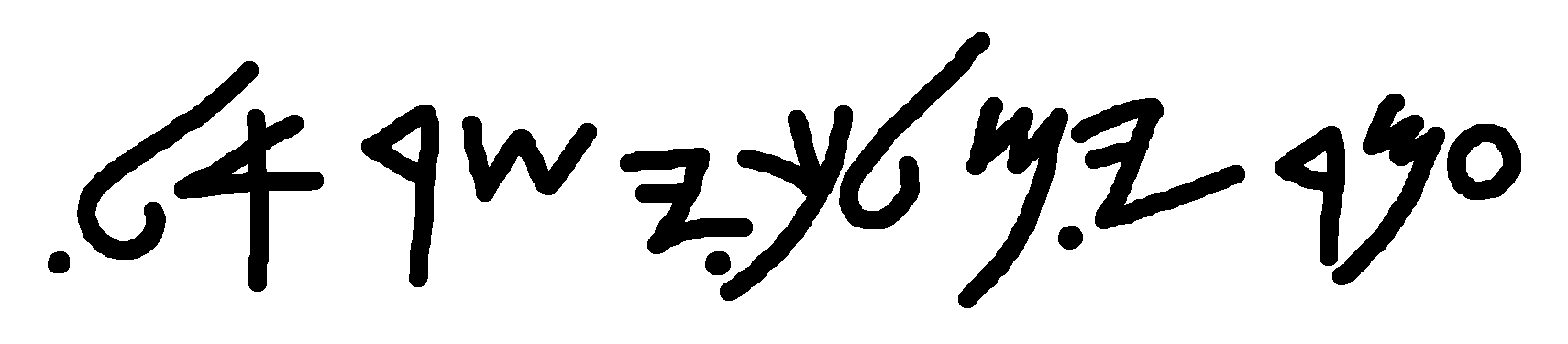
"Omri, Israels kung" på Mesha-ristningen

Omri var kung i Israel runt år 884 f.Kr.–873 f.Kr. och regerade till att börja med i Tirsa. Enligt första kungaboken (16:21-22) blev han kung efter att ha besegrat tronpretendenten Tivni. Han grundade senare staden Samaria och gjorde staden till huvudstad i Israels rike (1 Kung 16:24). De senaste arkeologiska utgrävningarna av Megiddo visar enligt den ledande israeliska arkeologen Israel Finkelstein att det får ses som högst sannolikt att Omri är den som byggt järnålderspalatsen i Samaria och Megiddo. Han byggde även det som felaktigt kallats "Salomons portar". Omri efterträddes av sin son Ahab.
Omri nämns i en text utanför bibeln, nämligen på Meshastelen, en sten från Moab som restes till minne av ett framgångsrikt uppror mot Israels kung ca 850 f.Kr.